# Premis Ondas 2007
Els Premis Ondas 2007 van ser la cinquanta-quatrena edició dels Premis Ondas, van ser fallats el 24 d'octubre de 2007. En aquesta edició es van premiar 23 programes i professionals entre les 686 candidatures presentades.
La gala de lliurament de premis va tenir lloc el 4 de desembre de 2007 al Gran Teatre del Liceu de Barcelona, presentada novament pels locutors de la Cadena SER Àngels Barceló i Carles Francino i amenitzada per l'actor Santi Millán. Van actuar Paul Potts, María, La Quinta Estación, Andrea Corr, The Fray, Alicia Keys i Chambao.
La cerimònia va ser retransmesa per a Espanya, en diferit, pel canal de televisió Cuatro i en directe a través de les emissores radiofòniques 40 Principales, Cadena Dial i M80 Radio.
Prèviament a la gala, al migdia, l'alcalde de Barcelona, Jordi Hereu i el nou president del Grup Prisa, Ignacio Polanco, van realitzar el tradicional esmorzar amb tots els premiats al Palauet Albéniz.

## Premis de televisió i cinema
- Millor sèrie espanyola: El internado (Antena 3)
- Millor programa: Tengo una pregunta para usted (TVE)
- Millor programa d'entreteniment: Noche Hache (Cuatro)
- Trajectòria o labor professional més destacada: Jesús Vázquez
- Millor programa o millor tractament d'un esdeveniment: Radiotelevisió Valenciana (RTVV) per la cobertura de la Copa Amèrica de vela
- Millor programa de televisió local: Polònia (TV3)
- Premi internacional de televisió 
  - Die Mensch, die Stadt, die Welt de ZDF
  - Menció especial del jurat: Hair India Arxivat 2019-05-04 a Wayback Machine. de Rai 3 i Qui a tué Rafic Hariri de France 3
- Premi Cinemanía a l'esdeveniment cinematogràfic de l'any: Maribel Verdú per la seva interpretació a El laberinto del fauno

## Premis de ràdio
- Millor programa de ràdio: Ponte A Prueba (Europa FM)
- Millor programa informatiu: Conciertos de Radio Clásica (RNE)
- Trajectòria o labor professional més destacada: Gemma Nierga (Cadena SER)
- Premi a la innovació radiofònica: Cocidito madrileño (Radio Euskadi)
- Premi internacional de radio: La traversée intérieure de Canadian Broadcasting Corporation
- Menció especial del jurat: Versus de Radio algérienne

### Publicitat en ràdio
- Millor cunya de ràdio: Pasos de Mitsubishi Motor
- Millor equip creatiu de publicitat en ràdio: Miquel Echeberria i Chiky Cáceres
- Millor campanya de ràdio: Caja Madrid (Bolso/Sepang/Porsche)
- Millor creativitat en patrocini, jingle, esment, promoció, concurs o un altre format original: Fiat
- Premi a la cunya més popular per votació dels oïdors: Burger King

## Premis de música
- Millor canción: Para que tú no llores, d'Antonio Carmona
- Millor àlbum: Papito, de Miguel Bosé
- Millor artista o grup espanyol: Miguel Bosé
- Millor artista o grup llatí: La Quinta Estación
- Millor artista o grup internacional: The Fray
- Premi Especial del Jurat: Héroes del Silencio
- Menció Especial del Jurat: Alicia Keys

## Premis Ondas iberoamericans de ràdio i televisió
- Millor programa, professional o emissora de ràdio o de televisió: Morangos com Açúcar de TVI (Portugal)